# Das Testament des Orpheus
Das Testament des Orpheus ist ein experimenteller, avantgardistischer, assoziativer, französischer Kinofilm. Jean Cocteau drehte ihn im Herbst 1959 mit sich selbst in der Hauptrolle, seinem Lebensgefährten Jean Marais sowie zahlreichen Gaststars.

## Handlung
Eine schlüssige Handlung? „Es gibt keine“, so Cocteau. Er werde „die Wirklichkeit von Orten, Personen, Gebärden, Worten und die der Musik benutzen, um der Abstraktion, die der Gedanke vornimmt, eine Hülle zu geben“. Sein Film sei ohne Anfang und ohne Ende.
Im Szenenablauf wird ein Dichter von einer Kugel getroffen und landet in einer Art Zwischendimension, in dem sich alle Dinge, die bislang der Logik geschuldet waren, endlos ineinander verschieben. Zwischen Raum und Zeit, Realität und Phantasie, Traum und Imagination, Pathos und Ironie, Leben und Tod hin- und herpendelnd, versucht Cocteau die Zuschauer in seine ganz eigene Welt mitzunehmen, eine Welt unerklärlicher Widersprüche, Mythen und skurriler Geschöpfe wie die den Zentauren verwandten, aufrecht schreitenden Wesen, doch diesmal mit Menschenleibern und Pferdeköpfen – ganz im Sinne seiner im Vorspann abgegebenen Erklärung, dies sei „ein Film für Unschuldige, die nicht vom Laster des Begreifens um jeden Preis befallen sind“.
Cocteau schlüpft zu Beginn in die Rolle des Orpheus, den noch zehn Jahre zuvor sein zeitweiliger Lebenspartner Jean Marais, der hier als Ödipus zu sehen ist, im gleichnamigen Film verkörpert hatte. Orpheus schreitet durch einen langen Gang mit Türen an jeder Seite. Jede dieser Türen öffnet sich zu einer bestimmten Zeitepoche, so dass es dem Dichter freisteht, in jede beliebige Epoche einzutreten. In sieben verschiedenen Vorzimmern wird Orpheus von Yul Brynner empfangen, der, in einem Frack gekleidet und mit der Kette eines Amtsdieners geschmückt, hinter einem Schreibtisch sitzt und den Eindruck eines Majordomus der Unterwelt hinterlässt. Beim Wandeln durch die verschiedenen Zeitepochen erlebt der Dichter / Orpheus Begegnungen verwirrendster Art, in denen Zeitepochen ebenso miteinander verschwimmen wie antike bzw. historische Gestalten sich in modernem Gewand präsentieren und erneut Illusion mit Realität verschmilzt.
So spricht beispielsweise ein Mann, der in der Mode der Zeit Ludwigs XV. gekleidet ist, einen Jungen der Moderne an, so als handele es sich um einen alten Bekannten. Der Junge ist erstaunt, denn er kennt sein Gegenüber nicht. Der Mann erklärt sein Handeln: „Es ist ein Irrtum, ich habe Sie mit dem Sohn eines Professors verwechselt, und dieser Professor sind Sie selbst – allerdings erst in vierzig Jahren.“ Minerva, die Göttin der Vernunft, verhilft dem in Wildlederschuhen durch die Zeit eilenden Dichter zum Verlassen der Welt, in der er ohnedies nichts verloren habe, wie sie sagt. Sie durchbohrt ihn mit einer Lanze und lässt ihn – vermeintlich – sterben. Doch wie bereits Cocteaus andere filmische Statements ist auch dieser Mythos, der seines eigenen Todes, nicht Wirklichkeit. Pilgernde Zigeuner, die über der letzten Filmruhestätte des Poeten Tränen vergießen, klagen über dem leeren Grab.

## Produktionsnotizen
Der Dreh zu Das Testament des Orpheus begann am 7. September 1959 und endete am 18. Oktober 1959. Die Uraufführung erfolgte am 18. Februar 1960. In Deutschland wurde Das Testament des Orpheus am 26. Oktober 1961 erstaufgeführt. In Österreich lief der Streifen am Tag von Cocteaus Ableben, dem 11. Oktober 1963, an.
Das Testament des Orpheus wurde von der Kritik nicht allzu freundlich aufgenommen und war Cocteaus letzter Kinofilm.
Die Filmbauten stammen von Pierre Guffroy. François Truffaut war Produktionsassistent, Claude Pinoteau und Étienne Périer wurden als technische Berater geführt. Gaststar Yul Brynner war auch an der Produktionsleitung beteiligt.
Die zur Drehzeit 17-jährige Alice Heyliger, die die blonde Euridyke spielte, war keine Schauspielerin, sondern die Tochter des damaligen niederländischen Konsuls in Nizza.

## Kritiken
„In Paris wird in diesen Tagen der neueste und – wenn auf die Ankündigungen seines genialischen Schöpfers Verlaß ist – auch letzte Film des vielseitigen, eigensinnigen, anregenden Jean Cocteau uraufgeführt. ‚Le testament d’Orphée‘, das Testament des Orpheus, ist ein ungegenständlicher Film ohne Handlung. Und sein Schöpfer sagt frank und frei: ‚Als ich im Fernsehen und im Rundfunk erklärte, daß mein Film weder Hand noch Fuß, aber eine Seele haben wird, scherzte ich. Aber ich scherzte in vollem Ernst… Es ist unbestreitbar: Die meisten Leute, die meinen Film sehen werden, werden behaupten, es sei alles Unsinn, und sie verstünden nichts. Sie werden nicht ganz unrecht haben, denn es ist so, daß ich selbst nicht alles davon verstehe.‘ Schönheit und Schrecken des menschlichen Unterbewußtseins erscheinen bei Cocteau in Bildern voller poetischer Kraft. Es genügt ihm zu erklären, daß der Film ‚ein Medium der Poesie sein kann – denn er erlaubt, die Irrealität mit einem Realismus zu zeigen, der den Zuschauer zwingt, an sie zu glauben‘.“

„Schon vor der Premiere freilich warnte der französische Filmregisseur, Poet, Maler und Komponist, den der Schriftsteller Klaus Mann einst als ‚visionären Clown und clownischen Visionär‘ bezeichnete, die Kinogeher vor dem rätselhaften Geschehen, das sich auf der Leinwand vor ihnen entrollen würde. ‚Die meisten Leute, die meinen Film sehen werden‘, verlautbarte Cocteau, ‚werden behaupten, es sei alles Unsinn und sie verstünden nichts. Sie werden nicht ganz unrecht haben, denn es ist so, daß ich selbst nicht alles davon verstehe.‘“

Paimann’s Filmlisten resümierte: „Aus Figuren früherer Cocteau-Filme besonders ‚Orpheus‘ und Gedankenassoziationen des Universalgenies gebildete, irreale Szenenfolgen ‚von Realismus und Unwirklichkeit‘, an denen ihr Schöpfer (nach seiner Angabe) ‚selbst völlig irre geworden‘ [ist], so dass auch uns ein Versuch ihrer Wiedergabe oder Deutung erlassen sei. Er selbst in der Hauptrolle erzählend, andeutend, mit den Schemengestalten in Verbindung tretend. Bei aller Phantasterei und Gesuchtheit in Verquickung von Atelier- und Freilichtaufnahmen, eigenwilliger musikalischer Untermalung und gelungener Trickphotographie Freunde des Unherkömmlichen immerhin interessierend.“

„Ständig zwischen Pathos und Ironie wechselnd, präsentiert Cocteau in seinem letzten Werk Menschen und Motive seiner sehr persönlichen Kinowelt im bewußten Selbstzitat, um sich schließlich dem sybillinischen Gericht seiner Geschöpfe zu stellen. In seiner an Sprüngen und Widersprüchen reichen, optisch faszinierenden Abschiedsvorstellung erweist Cocteau den Mythen seine Reverenz; schon im Vorspann appelliert er programmatisch an die Intuition des Zuschauers: ‚Ein Film für Unschuldige, die nicht vom Laster des Begreifens um jeden Preis befallen sind‘. Ein faszinierender essayistischer Diskurs über dichterisches Schaffen und Erkennen, über Unterbewußtes und Traumhaftes.“